# Schneebergbanan
|  |  |  |

|  | Straight track |

|  | Station on track |

|  | Straight track |

|  | Unknown BSicon "ABZgl" |

|  | Unknown BSicon "ABZgl" |

|  | Unknown BSicon "ABZgl" |

|  | Stop on track |

|  | Station on track |

|  | Unknown BSicon "ABZgr" |

|  | Stop on track |

|  | Station on track |

|  | Stop on track |

|  | Station on track |

|  | Stop on track |

|  | Stop on track |

|  | Station on track |

|  | Stop on track |

|  | Stop on track |

|  | Stop on track |

|  | Station on track |

|  |  |  |

|  |  |  |

|  | Station on track |

|  | Unknown BSicon "ABZgl" |

|  | Stop on track |

|  | Station on track |

|  | Unknown BSicon "ABZg+r" |

|  | Station on track |

|  |  |  |

|  | Straight track |

|  | Station on track |

|  | Straight track |

|  | Unknown BSicon "ABZgl" |

|  | Unknown BSicon "ABZgl" |

|  | Unknown BSicon "ABZgl" |

|  | Stop on track |

|  | Station on track |

|  | Unknown BSicon "ABZgr" |

|  | Stop on track |

|  | Station on track |

|  | Stop on track |

|  | Station on track |

|  | Stop on track |

|  | Stop on track |

|  | Station on track |

|  | Stop on track |

|  | Stop on track |

|  | Stop on track |

|  | Station on track |

|  |  |  |

|  |  |  |

|  | Station on track |

|  | Unknown BSicon "ABZgl" |

|  | Stop on track |

|  | Station on track |

|  | Unknown BSicon "ABZg+r" |

|  | Station on track |

Schneebergbanan är en 20 kilometer lång enkelspårig järnväg i det österrikiska förbundslandet Niederösterreich. Den går från Wiener Neustadt där den ansluter till Sydbanan, Mattersburgerbanan och Aspangbanan till Puchberg am Schneeberg. Vid Bad Fischau-Brunn tar en 5 km lång förgrening mot Wöllersdorf av.

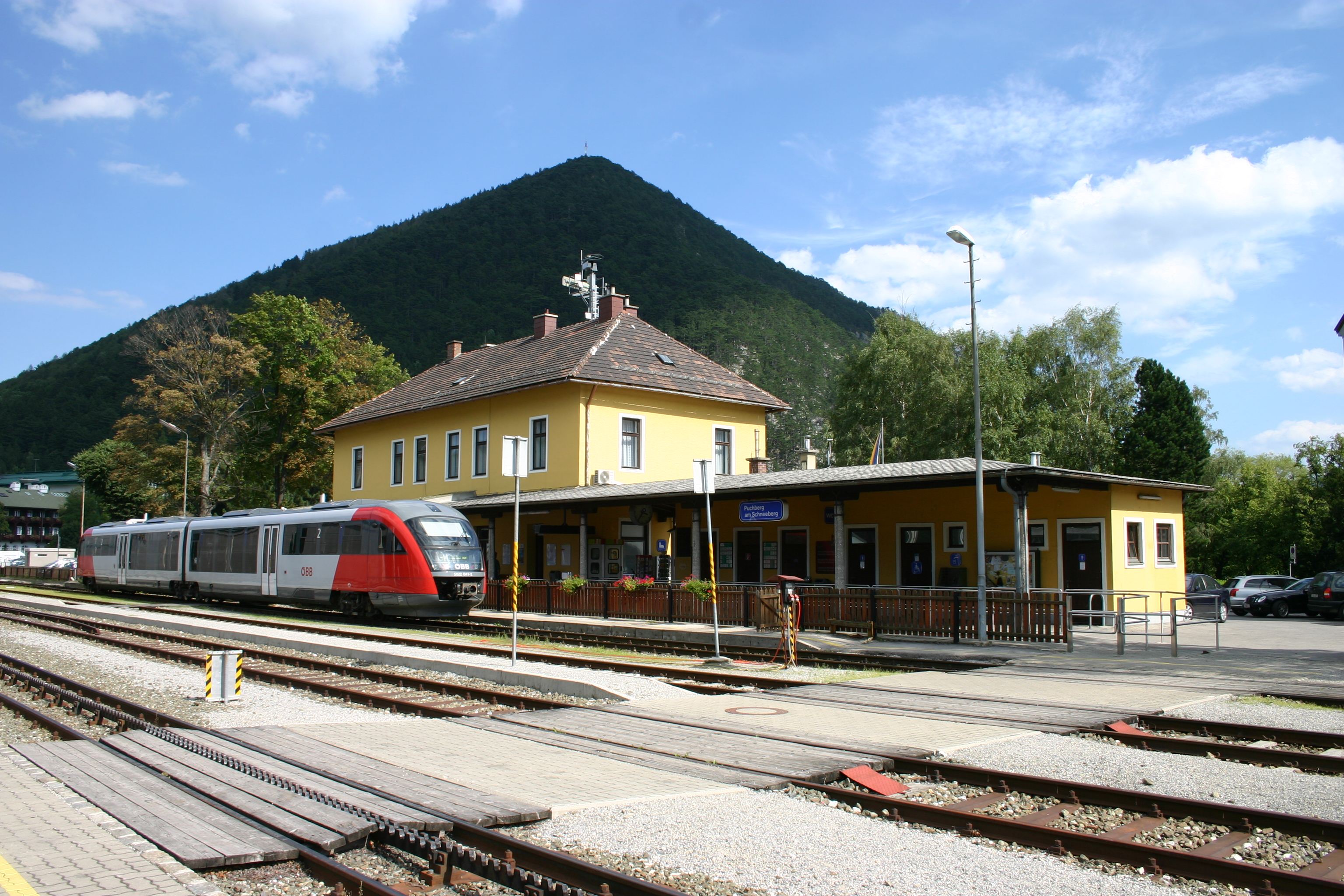
Stationen Puchberg.

Banan öppnades 1898. Från Puchberg går en kuggstångsjärnväg upp på platån av berget Schneeberg.